# مشاركة الملفات
مشاركة الملفات (بالإنجليزية: File sharing)‏ هي عملية نشر معلومات مخزنة رقمياً كبرامج الحاسوب أو الوسائط المتعددة (مقاطع الصوت والفيديو، والصور) أو المستندات أوالكتب الإلكترونية، أو إتاحة الوصول إليها. حيث يمكن تنفيذ هذه العملية بطرق مختلفة. كمشاركة الوسائط المتعددة القابلة للإزالة واستخدامها بالطريقة اليدوية، أواستخدام الخوادم المركزية لشبكات الحاسوب، أوالمستندات المتشعبة على الشبكة العنكبوتية، أوشبكات الند للند الموزعة، فكلها طرقٌ شائعة في تخزين ونقل ونشر الملفات.
طرق مشاركة الملفات:

## مشاركة الملفات بطريقة الند للند
يستطيع المستخدمون بواسطة برنامج مرتبط بشبكة ند لند البحث عن أيّة ملفات تمت مشاركتها في حواسيب المستخدمين الآخرين (الأنداد) المرتبطة بالشبكة. حيث يمكن للمستخدم تحميل ما أثار اهتمامه من ملفات، مباشرة من المستخدمين الآخرين في الشبكة. وعادة ما يتم تجزئة الملفات كبيرة الحجم إلى أجزاء صغيرة، فيقوم المستخدم بتنزيلها من عدة أنداد ومن ثم إعادة تجميعها. وهذه العملية تتم بينما يقوم الند برفع الأجزاء التي لديه للأنداد الآخرين.

## تاريخ مشاركة الملفات
في بادئ الأمر، كان تبادل الملفات يتم عن طريق الوسائط المتعددة القابلة للإزالة. وكانت الحواسيب قادرة على الوصول إلى الملفات البعيدة عن طريق تركيب نظام الملفات، أو استخدام نظام لوحة البيانات (1978), أو يوز نت (شبكة المستخدمين، 1979), أوخوادم بروتوكول نقل الملفات (1985). بالإضافة إلى ذلك، مكنت آي آر سي أو المحادثة المنقولة بالإنترنت (1988) وبرنامج هوتلاين (1997) المستخدمين من تبادل الملفات، والتواصل عن بعد بالدردشة. كما انتشر ترميز إم بي ثري على نطاق واسع في الولايات المتحدة الأمريكية في أواخر التسعينات، والذي ساهم في تصغير حجم الملفات الصوتية بشكل كبير وتم تسجيله كامتداد قياسي عام 1991م. وفي عام 1998م، كان قد تم تأسيس موقعيّ إم بي ثري وأوديوجالكسي، وصدر بالإجماع قانون الألفية للملكية الرقمية، كما أطلقت أول أجهزة مشغلة لإم بي ثري.
وفي يونيو عام 1999، تم إصدار نظام ند لند مركزي غير منظم يدعى نابستر، والذي يتطلب تشغيله خادم مركزي للفهرسة واكتشاف الأقران. ولطالما اعتبر نابستر أول نظام ند لند لمشاركة الملفات.
كما تم في عام 2000 إصدار كل من شبكة جنوتيلا وإي دونكي 2000 وفرينت، في حين كان موقع إم بي ثري ونظام نابستر يواجهان دعاوي قضائية. وقد كانت جنوتيلا التي أصدرت في شهر مارس الشبكة اللامركزية الأولى لمشاركة الملفات.
وقد كان كل برنامج متصل بهذه الشبكة متماثل، ولذا لم تكن هنالك أيّ منطقة رئيسية مشتركة بين الأجهزة معرض للعطل. وفي شهر يوليو تم إصدار فرينت التي أصبحت أول شبكة لا تكشف عن هوية المستخدم. بينما تم إصدار عميل إي دونكي 2000 وخادم البرنامج في شهر سبتمبر.[بحاجة لمصدر]
وفي عام 2001, تم إصدار برنامجيّ كازا وبويزند لمشاركة الملفات لأجهزة ماكنتوش. حيث تم توزيع خطوط شبكة فاست تراك (المسار السريع), ورغم اختلافها عن شبكة جنوتيلا إلا أن عقد النظام فيها كان لها الدور الأكبر في عملية مرور البيانات وذلك لرفع كفاءة التوجيه. وقد كانت الشبكة خاصة ومشفرة، كما قام فريق برنامج كازا بجهود كبيرة من أجل إبعاد الوكلاء الآخرين كوكلاء مورفيس عن شبكة فاست تراك.
وفي شهر يوليو من عام 2001, قامت عدة شركات تسجيلات برفع دعاوي قضائية ضد نابسترإ وقد خسر الموقع في القضية التي رفعتها شركة تسجيلات أي أند إم. حيث تم الحكم بمنع أي مزود خدمات إنترنت من استخدام ملاذ شبكة النقل العابر الآمن، الوارد في قانون الألفية للملكية الرقمية إن كان يتحكم بشبكة ذات خادم، وبعد خسارة القضية بوقت قصير، تم إغلاق موقع نابستر امتثالاً لأمر المحكمة. مما حدا بالمستخدمين إلى التوجه لتطبيقات الند للند الآخرى، حيث واصلت عملية مشاركة الملفات نموها. فشعبية عميل القمر الصناعي أوديوجالكسي زادت، كما تم إصدار برنامج لايم واير وبروتوكول بت تورنت. ورغم حزمة البرمجيات الخبيثة والمعارك القانونية في هولندا وأستراليا والولايات المتحدة الأمريكية، كان برنامج كازا لمشاركة الملفات الأكثر شعبية حتى تدهوره عام 2004. وتم في عام 2002 إغلاق فايل روج بأمر من محكمة طوكيو الجزائية، في حين قامت جمعية صناعة التسجيلات في أمريكا برفع قضية أدت بشكل حاسم إلى إغلاق أوديوجالكسي.

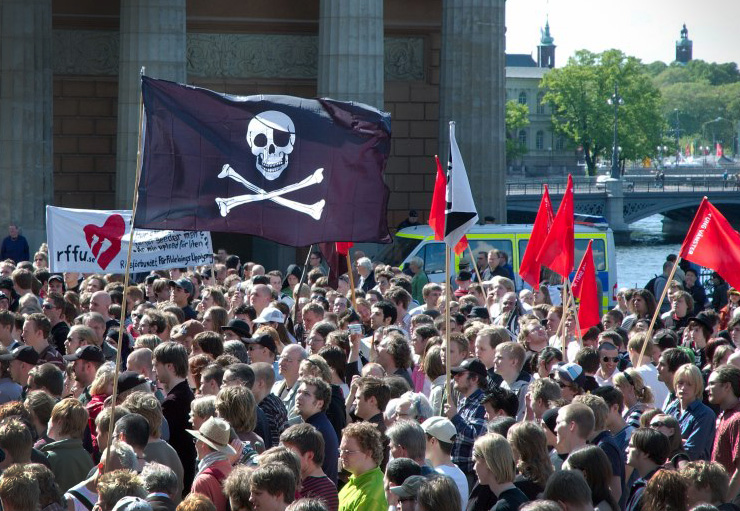
المتظاهرين إحتجاجا على الإغارة على مكان موقع بيرت باي (خليج القراصنة) عام 2006.

وخلال عامي 2002 و2003, تم تأسيس عدد من المواقع التي تعمل ببروتوكول بت تورنت مثل سوبر نوفا وايزوهنت وتورنت سباي وكذلك ذا بايرت باي. كما رفعت جمعية صناعة التسجيلات في أمريكا عام 2002 دعاوي قضائية ضد مستخدمي برنامج كازا، مما دفع العديد من الجامعات إلى إضافة قوانين مشاركة الملفات إلى لوائحها التنفيذية، ورغم ذلك تمكن بعض الطلاب من الالتفاف حولها بعد ساعات الدراسة). وبإغلاق موقع إي دونكي عام 2005, أصبح إي ميول العميل المهيمن لشبكة إي دونكي. وفي عام 2006 تم إغلاق خادم إي دونكي رازوباكتو بعد عدة هجمات من الشرطة الإتحادية البلجيكية، كما أغلقوا موقع ذا بايرت باي مؤقتاً.[بحاجة لمصدر]
في عام 2009، انتهت محاكمة موقع باريت باي بإدانة المؤسسين الأساسيين للسيرفر. ورغم استئناف الحكم، إلا إنه تم إدانتهم مرة آخرى في نوفمبر عام 2010. وفي شهر أكتوبر من عام 2010, تم بأمر قضائي إجبار لايم واير على الإغلاق بعد خسارتها القضية التي رفعتها شركة أريستا للتسجيلات، ولكن شبكة جنوتيلا بقيت قائمة عن طريق عملاء مفتوحي المصدر كفروست واير وجنوتيلا. ومن ناحية آخرى، قامت برامج مشاركة الملفات متعددة البروتوكولات مثل إم إل دونكي وشريزا بتعديلات من أجل دعم البروتوكولات الأساسية لمشاركة الملفات. لذا، لم يعد المستخدمون يحتاجون إلى تنزيل وتهيئة عدة برامج لمشاركة الملفات،[بحاجة لمصدر] وقامت وزارة العدل في الولايات المتحدة الأمريكية بإغلاق مجال موقع ميغا أبلود الشهير الذي أنشئ عام 2005، وذلك في التاسع عشر من يناير عام 2012. وقد احتج الموقع بعدد زواره الذي يفوق الخمسين مليون شخصا يومياً. وتم اعتقال كيم دوتكوم المعروف سابقاً ب كيم إشمتز في نيوزيلندا، وهو بانتظار تسليمه لحكومته. ولم يتم تلقي قضية سقوط موقع مشاركة الملفات الأكثر شهرة في العالم بشكل جيد، حيث قامت مجموعة قراصنة الإنترنت أنونيموس باختراق مواقع عديدة تابعة لمن تسببوا في الإغلاق. وفي الأيام التالية، بدأت عدة مواقع لمشاركة الملفات إيقاف خدماتها كموقع فايل سونيك الذي حظر التنزيلات العامة في الثاني والعشرين من يناير كما هو الحال مع موقع فايل سيرفر جراء دعوى قضائية تم رفعها في الثالث والعشرين من يناير.[بحاجة لمصدر]

## شرعية مشاركة الملفات
لقد تسببت المناقشات القانونية بشأن مشاركة الملفات بالعديد من الدعاوي القضائية. ففي الولايات المتحدة الأمريكية، وصلت بعض هذه الدعاوي القضائية إلى المحكمة العليا كما حدث في قضية قروكستر (Grokster) وشركة مترو غولدوين ماير. حيث قررت المحكمة العليا في هذه القضية محاسبة منشئ شبكات الند للند إن كان القصد من برامجهم هو انتهاك قوانين حقوق الطبع والنشر.
ومن جهة أخرى، فإن مشاركة الملفات ليست بالضرورة عملية غير شرعية حتى وإن كان العمل الذي تمت مشاركته محفوظ الحقوق. فبعض الفنانين على سبيل المثال، قد يدعمون البرامج المجانية أو برامج مشاركة الملفات أو المصادر المفتوحة أو مناهضة حفظ الحقوق، ويؤيدونها كأداة ترويج مجانية. كما يمكن مشاركة معظم البرامج المجانية أو المفتوحة المصدر وفقاً لقوانين محددة في الترخيص الخاص بها. ويمكن أيضاً نشر المحتوى الموجود في المجال العام مجاناً.

## أخلاقيات مشاركة الملفات
في عام 2004, كان عدد الذين يقومون بمشاركة الملفات على الإنترنت 70 مليون شخصاً. ووفقاً لاستفتاء أجرته قناة الأخبار سي بي إس، فإن 58% من الأمريكيين المتابعين لقضية مشاركة الملفات يعتقدون أنه لا ضير من مشاركة الشخص لاسطوانة موسيقى يملكها مع عدد معين من الأصدقاء والمعارف، كما يؤمن بنفس الفكرة 70% ممن تتراوح أعمارهم بين سن الثامنة عشر والتاسعة والعشرين.

## آثار مشاركة الملفات
بحسب ما ذكر ديفد قلين في صحيفة ذا كرونكل أوف هاير إيديوكيشن، فإن معظم الدراسات الاقتصادية خلصت إلى أن مشاركة الملفات تضر بالمبيعات. وفي متن بحث أعده البروفسور بيتر إشمك، وجد أنه تم القيام باثنتين وعشرين دراسة مستقلة حول آثار مشاركة ملفات الموسيقى. حيث خلصت أربع عشرة دراسة منها إلى أن التحميلات غير المصرح بها لها تأثير سلبي بل سلبي للغاية على مبيعات اسطوانات الموسيقى. بينما لم تصل ثلاث دراسات آخرى إلى أي تأثير ذو أهمية، في حين وجدت الدراسات الخمس المتبقية أن لمشاركة ملفات الموسيقى تأثيرا إيجابياً.
وفي دراسة قام بها خبيرا الاقتصاد فيلكس أوبرهولزر جي وكولمن سترمبف عام 2002, توصلا إلى أن تأثير مشاركة ملفات الموسيقى على المبيعات معدومة. وقد تمت معارضة هذه الدراسة من قبل خبراء اقتصاديين آخرين، من أبرزهم ستان ليبوويتز الذي قال أن أوبرهولزر جي وسترمبف قد قاما بعدة افتراضات خاطئة تماماً عن صناعة الموسيقى. ولكن في شهر يونيو من عام 2010, ذكرت مجلة بيلبورد الإلكترونية أن أوبرهولزرجي وسترمبف قد تراجعا عن رأيهما عندما وجدا أن 20% من الانخفاض الآخير في المبيعات قد تسببت به مشاركة ملفات الموسيقى. ورغم ذلك، فقد أكد مؤلفوا المقالة وفقاً لنظام نيلسون ساوند سكان لمتابعة مبيعات الأغاني أن التنزيل غير المشروع لم يحد من إبداع الناس بل في العديد من الصناعات الإبداعية، تقلل الحوافز النقدية من الدافع الذي يحمل الكُتاب على الإبداع. حيث تتفق بينتات الأعمال الجديدة المعروضة وفكرة أن مشاركة الملفات لم تثبط من عزيمة الكتاب والناشرون. كما زاد إنتاج الموسيقى والكتب والأفلام بشكل كبير منذ بدء مشاركة الملفات. بينما عارض المحلل في مجلة بيلبورد قلين بيبلز البيانات التي وردت قائلاً: «إن بيناتات ساوند تراك للإصدارات الجديدة من الأغاني في أي عام تستعرض لنا ألقاباً تجارية جديدة لا بالضرورة أعمالاً إبداعية جديدة». وبالمثل ذكرت جمعية صناعة التسجيلات في أمريكا أن الإصدارات والأعمال الإبداعية الجديدة أمران مستقلان تماماً. حيث تشمل البيانات الإصدارات الحديثة والمصنفات الجديدة لأغان موجودة بالأصل والنسخ الرقمية الجديدة من قائمة ألبومات. وزاد نظام نيلسون ساوند سكان باطراد من عدد باعة التجزئة خاصة غير التقليديين منهم في نموذجه على مر السنين، كما أحصى بشكل أفضل عدد الإصدارات الجديدة في السوق. أيَ أن ما توصل إليه كلاً من أوبرهولزر وسترمبف هو القدرة الأفضل على متابعة إصدارات الألبومات الجديدة لا الحافز الأقوى لخلقها.
وفي عام 2006 لم يستطع كلا من بريجيت أندرسون وماريون فرنز في دراسة قاما بها ونشرت من قبل وزارة التجارة في كندا من إيجاد أي علاقة مباشرة بين شبكات الند للند لمشاركة الملفات ومشتريات الاسطوانات في كندا. وقد اُنْتُقِدَت نتائج هذه الإحصائية من قبل عدة أكاديميين، في حين قام الدكتور جورج باركر من جامعة أستراليا الوطنية بإعادة تقييم بيانات الدراسة نفسها لاحقاً وخلص إلى استنتاج معاكس. حيث ذكر 75% من الذين يقومون بالتنزيل من شبكات الند للند أنه في حال كانت هذه الشبكات غير موجودة لقام 9% منهم بالتنزيل من المواقع المجانية فقط، و 17% منهم بشراء الأسطوانات فقط، وبقيتهم (49%) سيقومون بالتنزيل من خلال المواقع المجانية والاسطوانات. فيما قال 25% من الناس أنهم لم يكونوا ليشتروا الاسطوانات حتو لو لم تكن متاحة مجاناً في شبكات الند للند. وهذا يدل بشكل قاطع على أن وجود شبكات الند للند تقلل من طلب الموسيقى ل75% من الذين يقومون بالتنزيل من الشبكات، مما يتعارض تماماً مع ادعاء أندرسون وفرينز المنشور.

## هيمنة السوق
أفادت مقالة نشرت في مجلة مانجمنت ساينس بأن مشاركة الملفات قللت من فرص بقاء الألبومات ذات الترتيب المتدني في قوائم الأغاني، في حين زادت من انتشار الألبومات ذات الترتيب الأعلى، مما يعني بقاء الفنانين المشهورين في قوائم الأغاني لمدة أطول. وذلك من شأنه أن يأثر سلباً على الفنانين الجدد غير المعروفين، بينما يعزز عمل الفنانين المشهورين أساسًا.
كما تم خلال دراسة حديثة استعراض مسألة تسريب الألبومات الغنائية قبل إصدارها ومشاركتها عن طريق برنامج بت تورنت، وبالفعل كان لهذه المسألة تأثيراً إيجابياً على الفنانين المشهورين لا غير المعروفين منهم. ويرى روبرت هاموند من جامعة ولاية كارولاينا الشمالية أن تسريب الألبوم قبل شهر من إصداره سيزيد من مبيعاته بشكل بسيط، وإن هذه الزيادة لصغيرة نسبياً مقارنة بالعوامل الآخرى التي وجد أنها تؤثر على مبيعات الألبوم.
«عادة ما يحتج أنصار مشاركة الملفات بكون هذه المشاركة تغير من نوعية استهلاك الموسيقى، وذلك عن طريق إتاحة الفرصة لجميع الفنانين سواء المشهورين منهم أو المغمورين بإيصال أعمالهم لشريحة أكبر من الجمهور، مما يقلل من تأثير الميّزات التي يمتع بها الفنانون المشهورون كالترويج وغيره من أشكال الدعم. لكن ما توصلت إليه من خلال دراستي هو العكس تماماً، وهو متسق وبدليل على سلوك مشاركة الملفات»
فيما نبهت مجلة بيلبورد إلى أن هذه الدراسة تطرقت إلى فترة تسريب الأغاني قبل إصدارها فحسب، لا نشرها المتواصل بعد تاريخ الإصدار. "إن مشكلة الاعتقاد بأن الخصوصية تساهم في المبيعات تحدد الخط الفاصل بين الشرعي وغير الشرعي.... كما تضمنت الدراسة على حقيقة أن كلاً من الباعة والمشترين مهمين من أجل أن يكون لتسريب الألبومات قبل إصدارها تأثيراً إيجابياً على مبيعاتها. فبدون برنامج أيتونز وموقعيّ أمازون وبست باي لكان مشاركو الملفات مجرد مشاركي ملفات لا مشترين. كما أن النتيجة المنطقية لحجة وجوب شرعنة مشاركة الملفات هي تحول باعة التجزئة في الوقت الحالي إلى مقدمي خدمات مشاركة الملفات، والتي تتكامل مع خدمات التخزين السحابي الخاصة.

## الإتاحية
يرى العديد أن مشاركة الملفات قد أجبرت أصحاب المحتوى الترفيهي على إتاحتها بشكل أكبر وقانوني من خلال الرسوم أوالإعلانات بناءً على الطلب في الإنترنت، عوضاً عن الإبقاء عليها ثابتة في التلفاز والراديو والأقراص الرقمية متعددة الاستخدامات والأقراص المضغوطة وكذلك المسارح، مما ساهم في ارتفاع نسبة شراء المحتوى على نسبة التنزيل غير الشرعي في المجموع الكلي للتجارة الإلكترونية في شمال أمريكا منذ عام 2009 على الأقل. وفيما يصبح المحتوى متاحاً بشكل أكبر للسداد الانسيابي، وتستمر الدعاوي القضائية الشرعية تقام ضد عملية مشاركة الملفات غير الشرعية، ستتراجع هذه العمليات أكثر.